# Rob Pilatus
Rob Pilatus   (Múnic, 8 de juny de 1965 - Friedrichsdorf, 3 d'abril de 1998) nom artístic de Robert "Rob" Pilatus va ser un model, ballarí i cantant germano-nord-americà que va ser part del grup Milli Vanilli, juntament amb Fab Morvan. Va morir després d'una sobredosi, als 32 anys.

## Biografia
Pilatus va néixer a Múnic, Alemanya Occidental. El seu pare era un militar negre nord-americà i la seva mare era una ballarina alemanya. Va passar els seus primers quatre anys en un orfenat de Baviera abans de ser adoptat per una família de Múnic. Va declarar que era un foraster quan era nen a Alemanya, sent anomenat "Kunta Kinte" (l'heroi africà de la pel·lícula Roots) pels seus companys de classe. Després de deixar la seva casa adoptiva quan era adolescent, Pilatus va treballar com a model i breakdancer, i va aparèixer com a corista amb el grup Wind al Festival de la Cançó d'Eurovisió 1987 a Brussel·les. (La banda va acabar en segon lloc.) Va conèixer a Fabrice Morvan a l'escena de la dansa a Múnic el 1988, i després de treballar com a models, van formar un grup de curta durada "Empire Bizarre" que estava format per tres membres Rob, Fabrice i Charliene, actuant. localment amb tots els membres ballant i Rob cantant el plom mentre tocava el baix.

### Milli Vanilli
Pilatus i Morvan van continuar movent-se a la música i posteriorment van ser observats pel productor musical alemany Frank Farian, que els va signar per formar part d'un acte musical. Van signar contractes amb Farian sense rebre assessorament legal. Després d'un viatge a Turquia, on se suposa que el duet va prendre part del seu nom d'un eslògan publicitari local, va néixer Milli Vanilli. Pilatus i Morvan es van sorprendre en saber de Farian que no cantarien als seus discos. Inicialment es van negar, però no van poder retornar l'avançament que havien rebut, que havien utilitzat per canviar i promocionar les seves imatges invertint en roba i les seves extensions de cabell de marca registrada. Van decidir continuar amb l'acord durant un breu temps fins que no haguessin guanyat prou diners per retornar l'avançament. Això significava que havien de ser només les cares públiques[10] de les cançons que havien estat preenregistrades amb els cantants Charles Shaw i Brad Howell, que Farian pensava que tenien talent vocal però no tenien imatges comercialitzables. Farian tenia una història d'actes, com Boney M on les cançons eren interpretades per cantants no vists i no acreditats.
El primer àlbum de platí de Milli Vanilli, Girl You Know It's True, es va convertir en un èxit mundial. Va produir cinc senzills d'èxit, incloent tres èxits número 1: "Girl I'm Gonna Miss You", "Baby Don't Forget My Number" i "Blame It On The Rain". Milli Vanilli va guanyar el premi Grammy al millor artista novell el 21 de febrer de 1990 per Girl You Know It's True.
Milli Vanilli va assolir ràpidament la fama i la fortuna, dificultant que Pilatus i Morvan es retiressin del seu acord amb Farian. El seu atractiu i les seves atractives actuacions de dansa es van afegir al seu gran èxit a l'escenari. Després de diversos anys, Pilatus i Morvan es van convertir en objecte de rumors de sincronització de llavis a l'escenari. Charles Shaw, un dels vocalistes reals dels seus enregistraments, va dir la veritat als mitjans de comunicació, però es va retractar de la seva declaració quan Farian li va pagar 150.000 dòlars.
Quan Pilatus i Morvan van pressionar en Farian perquè els deixés cantar en el seu proper àlbum, Farian va confessar als periodistes el 15 de novembre de 1990 que el duet no havia cantat en els enregistraments. El premi Grammy de Milli Vanilli va ser retirat quatre dies després. Pilatus i Morvan van dir en una entrevista que ells mateixos van fer la cosa moral iniciant la retirada del premi Grammy. Arista Records els va llançar del seu segell i va eliminar el seu àlbum i cançons del seu catàleg, fent de Girl You Know It's True l'àlbum més venut que es va treure d'impressió. Una sentència judicial dels Estats Units va permetre que qualsevol persona que hagués comprat l'àlbum rebés un reemborsament.
Més tard, Farian va intentar una remuntada per al duet, però no va tenir èxit. Pilatus i Morvan van decidir passar temps separats per recuperar les seves vides. Mesos després de la reacció dels mitjans, van aparèixer en un anunci de Carefree Sugarless [chewing] Gum, on van sincronitzar en broma amb els llavis una gravació d'òpera.
El 1992, Pilatus i Morvan van signar amb un nou segell, Taj, i van llançar Rob & Fab, un àlbum amb les seves pròpies veus, però només va vendre unes 2.000 còpies a causa del seu llançament limitat. El segell va fer fallida poc després.

### Mort
El 3 d'abril de 1998, a la vigília d'una gira promocional d'un nou àlbum de Milli Vanilli, Back and in Attack, amb Pilatus i Morvan a la veu principal, Pilatus va ser trobat mort per sobredosi d'alcohol i medicaments amb recepta en una habitació d'hotel a Friedrichsdorf, a prop. Frankfurt. La seva mort es va considerar accidental. L'àlbum no ha estat mai publicat.
Pilatus està enterrat al Waldfriedhof de Múnic.